# Гусарек фон Гейнлейн, Макс
Макс Гусарек фон Гейнлейн (нем. Max Hussarek von Heinlein; 3 мая 1865, Прессбург — 6 марта 1935, Вена) — австро-венгерский государственный деятель, министр-президент Цислейтании (1918). Барон (с 1917).

## Биография
Гусарек фон Гейнлейн происходил из династии австрийских офицеров и чиновников. Сын фельдмаршал-лейтенанта Иоганна Гусарека фон Гейнлейна (1819—1907). Учился в Лемберге, Германштадте, а затем в венской гимназии «Терезианум». С 1883 года изучал церковное право в Венском университете; в 1889 году получил ученую степень доктора юридических наук. С 1888 года работал стажёром в финансовом ведомстве Нижней Австрии. В 1890—1892 годах проводил в Терезиануме коллоквиумы по церковно-правовой тематике. Был наставником Аббаса Хильми — будущего хедива Египта.
С 1892 года он работал в министерстве просвещения и образования Цислейтании и приват-доцентом, а с 1895 года — чрезвычайным профессором церковного права в Венском университете. Основатель современной венской школы церковного права.
В 1911—1917 годах в составе трёх правительств занимал пост министра образования. На время пребывания Гейнлейна в должности пришлось признание профессоров евангелического теологического факультета в качестве университетских профессоров, реформа правового образования и официальное признание ханафитского ислама в качестве религиозного общества.
В 1917 году император Карл I пожаловал Гейнлейну титул барона. С 25 июля по 27 октября 1918 года он занимал пост министр-президента Цислейтании. Входившие в состав империи народы стремились к самостоятельности и Гейнлейн предпринимал усилия для их сохранения в составе монархии. Автор Императорского манифеста от 16 октября 1918 года, который должен был дать толчок к превращению Австрии в федерацию с широкой автономией для отдельных наций. В условиях поражения в войне его усилия не увенчались успехом.
После окончания Первой мировой войны стал ординарным профессором в Венском университете, снова посвятил себя церковному праву. Принимал активное участие в работе Австрийского Красного Креста. Похоронен на Венском центральном кладбище.